# Bonte kraai
De bonte kraai (Corvus cornix) is een zangvogel uit de familie van de kraaien (Corvidae). De wetenschappelijke naam van de soort werd in 1758 gepubliceerd door Carl Linnaeus.
De bonte kraai is nauw verwant aan de zwarte kraai. In het grensgebied van de verspreiding van beide soorten (waaronder de Waddeneilanden) worden regelmatig hybriden tussen zwarte en bonte kraai aangetroffen.

## Herkenning
De bonte kraai is qua vorm en gedrag gelijk aan de zwarte kraai, de vogel is 44 tot 51 cm lang. Het is een tweekleurige kraai met zwarte vleugels en staart en zwart op de voorkant van de kop, waarbij het zwart doorloopt op de borst als een rafelig uitziende bef. De mantel, rug, deel van de nek, borst en buik zijn vuilgrijs.

## Verspreiding en leefgebied
Er worden vier ondersoorten onderscheiden:
- C. c. cornix: Linnaeus, 1758 noordelijk en oostelijk Europa
- C. c. sharpii Oates, 1889 – van de Balkan tot westelijk Siberië, centraal Azië en noordelijk Iran
- C. c. pallescens (Madarász, 1904) – van Turkije en Irak tot Egypte
- C. c. capellanus Sclater, 1877 – van oostelijk Irak tot zuidwestelijk Iran

## Roep
Naast het typerende kraaiengeluid, maakt de bonte nog een ander geluid. Dit gebeurt meestal bij het landen en heeft waarschijnlijk als functie om soortgenoten kennis te geven van zijn/haar aanwezigheid.

## Voorkomen in Nederland en Vlaanderen

### Overwinteraar
De ondersoort C. c. cornix die voorkomt in noordelijk en oostelijk Europa broedt onder andere in Ierland, Schotland en Scandinavië. De bonte kraai was in de Lage Landen een overwinteraar. Uit ringonderzoek bleek dat de vogels die in de Lage Landen overwinteren afkomstig waren uit het zuiden van Scandinavië; voor 1970 werden ook wel vogels die geringd waren in Finland gevonden.
Op schilderijen van Jheronimus Bosch (1450-1516) en Hendrick Averkamp (1585-1634) komen vaak bonte kraaien voor. Op de Tuin der lusten (de schepping van Eva) is de vogel zelfs opmerkelijk natuurgetrouw afgebeeld. Toen kwam de bonte kraai 's winters veel voor, ook in de steden. In het begin van de 20ste eeuw kwam geleidelijk een einde aan het voorkomen in de steden. Gedurende die hele eeuw was de vogel nog vaak 's winters te zien in open landschappen zoals weilanden en vooral in kustgebieden zoals aan zandstranden en in de duinen. Verder werden bonte kraaien als trekvogel waargenomen. Vanaf de jaren 1950 zijn er kwantitatieve gegevens over de aantallen trekvogels, geteld bij Bloemendaal. Uit deze cijfers blijkt een snelle teruggang met 13% per jaar in de jaarlijkse gemiddelden tussen 1953 en 1980. In 1980 werd nog ca 2% van het gemiddelde uit 1953 geteld. In de jaren 1970 werden door Sovon Vogelonderzoek Nederland landelijk gecoördineerde tellingen opgezet. Uit deze tellingen blijkt ook een vrije val in het aantal 's winters waargenomen bonte kraaien tussen 1978 en 2014. Ook dan is het tempo van achteruitgang 13% per jaar.
Deze teruggang in aantallen zegt niets over de aantallen broedvogels in de broedgebieden, die zijn volgens de meeste bronnen constant gebleven of mogelijk zelfs toegenomen. Waarschijnlijk trekken de vogels niet meer weg. Dit hangt samen met de beschikbaarheid van voedsel in de broedgebieden in de winter (vuilnisbelten) en klimaatverandering.

### Broedvogel
Er zijn uit de 20ste eeuw diverse broedgevallen gedocumenteerd, vooral op de Waddeneilanden. Vaak betrof het gemengde paren (zwarte kraai x bonte kraai) of bastaards.

## Afbeeldingen

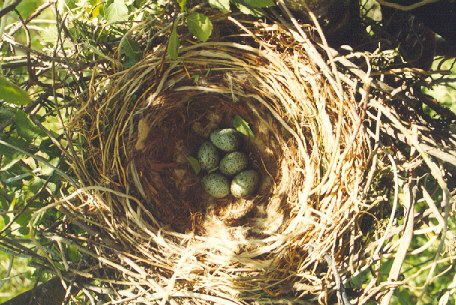
Nest met eieren
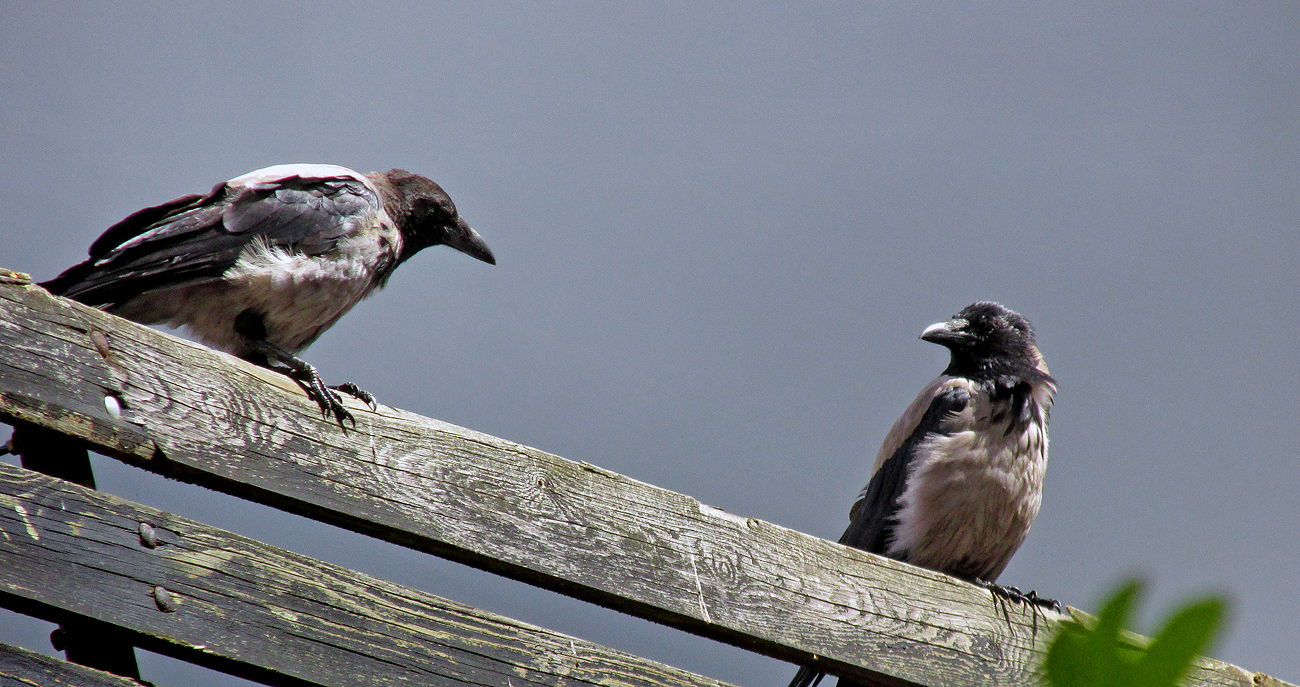
Jonge bonte kraaien
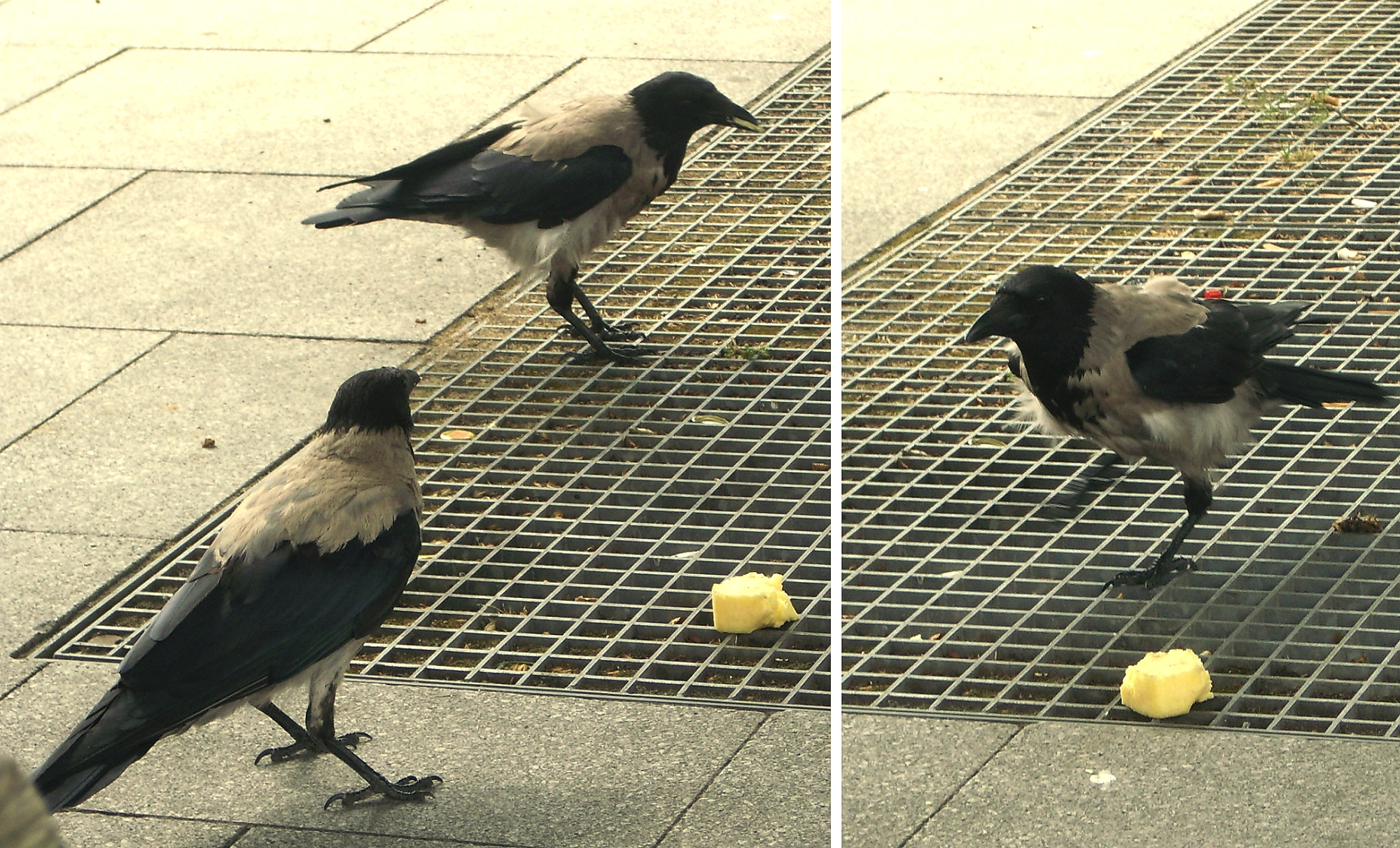
Bonte kraaien, ouders met jong

## Video
- Een bonte kraai in de sneeuw